# 厄瓜多爾光牙寶蓮魚
厄瓜多爾光牙寶蓮燈魚（学名：Odontostilbe ecuadorensis）為輻鰭魚綱脂鯉目脂鯉亞目脂鯉科的其中一個種。分布於南美洲厄瓜多及秘魯淡水流域。其种加词“ecuadorensis”意为“厄瓜多尔的”。體長可達4.6公分，棲息在底中層水域，生活習性不明。